# Верхнее графство Катценельнбоген
Верхнее графство Катценельнбоген (нем. Obergrafschaft Katzenelnbogen) — историческое государство Священной Римской империи, существовавшее с 1260 по 1479 год. Часть графства Катценельнбоген, расположенная к югу от реки Майн вокруг Дармштадта, на Бергштрасе и в Оденвальде.

## История

### Графы Катценельнбоген
Сеньоры Катценельнбогена, чья родовая резиденция находилась в замке Катценельнбоген на территории возникшего позже нижнего графства, приобретали все большее влияние к югу от Майна благодаря жалуемым феодам, наследованию, бракам и покупкам. В 1138 году Генрих II фон Катценельнбоген был возведен королем Конрадом III в ранг графа, основав графский род.
В результате брака с Хильдегард фон Хеннеберг часть Бергштрассе около 1135 года перешла Генриху II в качестве феодального владения курфюршества Майнц. Города Цвингенберг и Ауэрбах Хохштедтене образовали эксклав, окруженный Майнцским курфюршеством на юге и западе, сеньорией Бикенбах на севере и графством Эрбах на востоке.
Граф Дитер III женился на Берте фон Лихтенберг в Лихтенберге. Его сын Дитер IV для защиты владений на Бергштрассе начал строительство внешнего замка внешнего замка в Цвингенберге, а затем замка на вершине в Цвингенберге и замка в Ауэрбахе.
В 1222 году впервые упоминаются права Катценельнбогенов на Дармштадт, Бессунген и Герау которые восходили к XII веку и временам вассальной зависимости от Вюрцбургского княжества-епископства. В середине XIII века они построили замок на воде в Дармштадте, на месте которого в настоящее время расположен Дармштадтский дворец-резиденция.
В 1249 году Дитер V за верную службу получил от антикороля Вильгельма Голландского Пфальц Требур с обширными имперскими владениями.
В 1260 году графство было разделено между братьями Дитером V и Эберхардом I.
Цвингенберг получил городские и рыночные права от императора Рудольфа I в 1274 году при графе Дитере V.
Император Генрих VII в 1312 году даровал своему стороннику графу Дитеру VI Катценельнбогену замок Лихтенберг с расположенным под ним городом Биберау.
В 1318 году графство было разделено между Эберхардом II и Бертольдом III, в 1354 году из-за пресечения линии потомков Бертольда III графство воссоединилось под властью Дитера VIII.
23 июля 1330 года Вильгельм I (старший по линии) получил от императора Людовика IV личную привилегию — городские права для Дармштадта. Благодаря связанному с этим рыночному праву значение поселения начало быстро расти, и вся экономика в округе стала сосредотачиваться на Дармштадтском рынке, в то время как сам Дармштадт был ориентирован на более крупные города — Франкфурт-на-Майне, Вормс и Шпайер.
18 октября 1356 года в Верхнем Рейне произошло сильное землетрясение. Пострадали многочисленные города, деревни и замки, многое обрушилось. В замке Ауэрбах крепость обрушилась и обрушилась на некоторые здания. С 1370 г. началась перестройка и расширение замка, который стал в итоге одним из самых современных замковых комплексов своего времени.
В 1399 году графы Иоганн IV и Эберхард V построили замок Рюссельсхайм, несмотря на сопротивление Франкфурта и Майнцского курфюршества.
В 1402 году после смерти Эберхарда V из старшей линии и заключённого в 1385 году брака его дочери Анны с Иоганном IV из младшей линии Верхнее и Нижнее графства объединились.
В 1431 году при графе Иоганне IV графство получило рейнскую таможню Гернсхайма с одноимённым замком.
После смерти в 1479 году графа Филиппа I мужская линия прервалась, и графство перешло как приданное его дочери Анны к ландграфу Верхнего Гессена Генриху III, став основой будущего Гессен-Дармштадта. Состояло из амтов Рюссельсхайм, Дорнберг, Дармштадт, Лихтенберг, Цвингенберг и Ауэрбах.